# 羊排
羊排是指羊肋骨處連著肋骨的肉。一般人們在食用羊排時會用烤、燒、燉等方式加熱羊排。中國的西部地區就有烤羊排這種料理。